# L'Église-aux-Bois
L'Église-aux-Bois (L'Egleisa aus Bòscs en occitan) est une commune française située dans le département de la Corrèze en région Nouvelle-Aquitaine.

## Géographie

### Localisation
Commune du Massif central située sur le plateau de Millevaches dans le parc naturel régional de Millevaches en Limousin. Elle est limitrophe du département de la Haute-Vienne.

### Communes limitrophes
| Eymoutiers (Haute-Vienne) | Nedde (Haute-Vienne) | Rempnat (Haute-Vienne) |
|                           | L'Église-aux-Bois    |                        |
| Chamberet                 |                      | Lacelle                |

### Climat
Pour des articles plus généraux, voir Climat de la Nouvelle-Aquitaine et Climat de la Corrèze.
Historiquement, la commune est exposée à un climat montagnard.  
En 2020, Météo-France publie une typologie des climats de la France métropolitaine dans laquelle la commune est exposée à un climat de montagne et est dans la région climatique  Ouest et nord-ouest du Massif Central, caractérisée par une pluviométrie annuelle de 900 à 1 500 mm, maximale en automne et en hiver.
Pour la période 1971-2000, la température annuelle moyenne est de 9,4 °C, avec  une amplitude thermique annuelle de 14,5 °C. Le cumul annuel moyen de précipitations est de 1 506 mm, avec 15,3 jours de précipitations en janvier et 9 jours en juillet. Pour la période 1991-2020, la température moyenne annuelle observée sur la station météorologique la plus proche, située sur la commune d'Eymoutiers à 11,04 km à vol d'oiseau, est de 11,4 °C et le cumul annuel moyen de précipitations est de 1 170,3 mm,. Pour l'avenir, les paramètres climatiques de la commune estimés pour 2050 selon différents scénarios d’émission de gaz à effet de serre sont consultables sur un site dédié publié par Météo-France en novembre 2022.

## Urbanisme

### Typologie
Au 1er janvier 2024, L'Église-aux-Bois est catégorisée commune rurale à habitat très dispersé, selon la nouvelle grille communale de densité à 7 niveaux définie par l'Insee en 2022.
Elle est située hors unité urbaine et hors attraction des villes,.

### Occupation des sols
L'occupation des sols de la commune, telle qu'elle ressort de la base de données européenne d’occupation biophysique des sols Corine Land Cover (CLC), est marquée par l'importance des forêts et milieux semi-naturels (55,9 % en 2018), une proportion sensiblement équivalente à celle de 1990 (56,4 %). La répartition détaillée en 2018 est la suivante : 
forêts (49,2 %), prairies (37,2 %), zones agricoles hétérogènes (6,9 %), milieux à végétation arbustive et/ou herbacée (6,7 %), zones urbanisées (0,1 %).
L'évolution de l’occupation des sols de la commune et de ses infrastructures peut être observée sur les différentes représentations cartographiques du territoire : la carte de Cassini (XVIIIe siècle), la carte d'état-major (1820-1866) et les cartes ou photos aériennes de l'IGN pour la période actuelle (1950 à aujourd'hui).

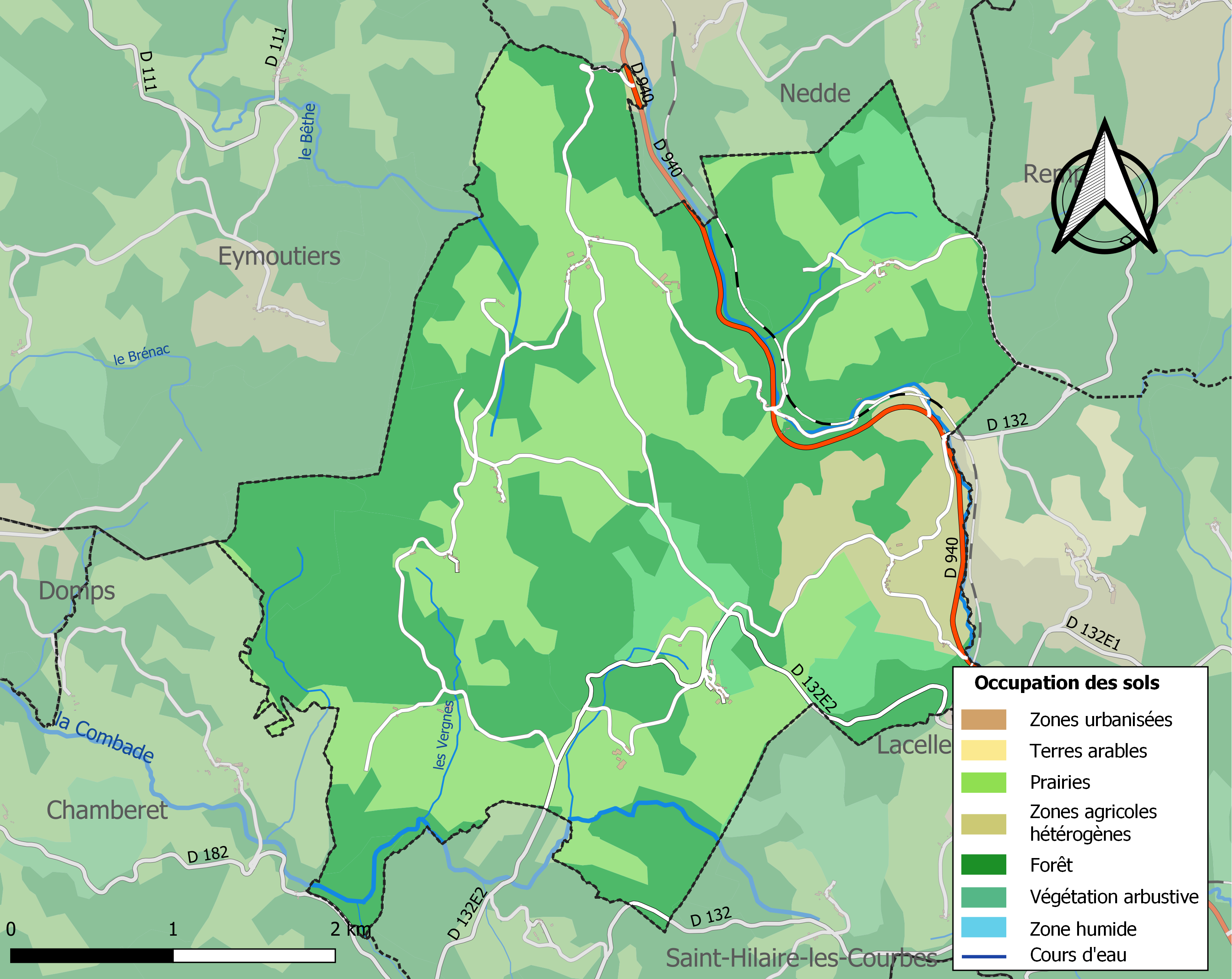
Carte des infrastructures et de l'occupation des sols de la commune en 2018 (CLC).

### Risques majeurs
Le territoire de la commune de l'Église-aux-Bois est vulnérable à différents aléas naturels : météorologiques (tempête, orage, neige, grand froid, canicule ou sécheresse), feux de forêts et séisme (sismicité très faible). Il est également exposé à un risque particulier : le risque de radon. Un site publié par le BRGM permet d'évaluer simplement et rapidement les risques d'un bien localisé soit par son adresse soit par le numéro de sa parcelle.

#### Risques naturels

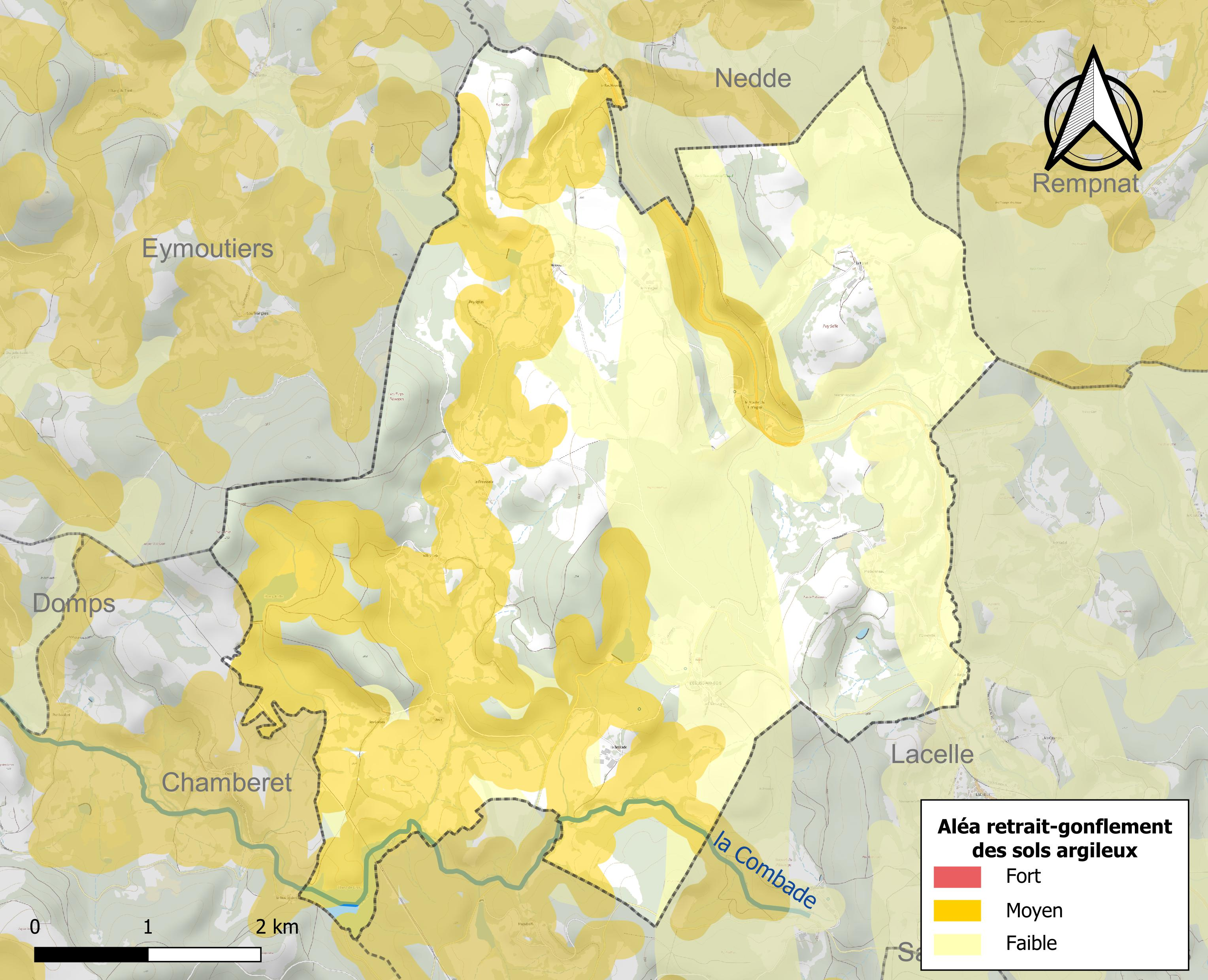
Carte des zones d'aléa retrait-gonflement des sols argileux de l'Église-aux-Bois.

Le retrait-gonflement des sols argileux est susceptible d'engendrer des dommages importants aux bâtiments en cas d’alternance de périodes de sécheresse et de pluie. 37,2 % de la superficie communale est en aléa moyen ou fort (26,8 % au niveau départemental et 48,5 % au niveau national). Sur les 49 bâtiments dénombrés sur la commune en 2019,  21 sont en aléa moyen ou fort, soit 43 %, à comparer aux 36 % au niveau départemental et 54 % au niveau national. Une cartographie de l'exposition du territoire national au retrait gonflement des sols argileux est disponible sur le site du BRGM,.
Concernant les feux de forêt, aucun plan de prévention des risques incendie de forêt (PPRIF) n’a été établi en Corrèze, néanmoins le code de l’urbanisme impose la prise en compte des risques dans les documents d’urbanisme. Le périmètre des servitudes d'utilité publique et des zones d'obligation légale de débroussaillement pour les particuliers est quant à lui défini pour la commune dans une carte dédiée. 

#### Risque particulier
Dans plusieurs parties du territoire national, le radon, accumulé dans certains logements ou autres locaux, peut constituer une source significative d’exposition de la population aux rayonnements ionisants. Certaines communes du département sont concernées par le risque radon à un niveau plus ou moins élevé. Selon la classification de 2018, la commune de l'Église-aux-Bois est classée en zone 3, à savoir zone à potentiel radon significatif. 

## Histoire

### Seconde Guerre mondiale
Un épisode important concernant la Résistance, durant la Seconde Guerre mondiale, ce qu'on pourrait appeler l'« affaire de La Forêt » (qui concerne aussi le moulin de Firmigier), est situé à L'Église-aux-Bois.
Le 28 mars 1944, trois véhicules de la commission d'armistice (deux officiers allemands, un officier français) sont capturés par un petit groupe de résistants appartenant au maquis FTP de Georges Guingouin (qui opérait un repli vers Vassivière). La commission venait d'inspecter des camps de travail de réfugiés espagnols, vers Meymac. Les Allemands sont emmenés à La Forêt pour y être interrogés, où ils sont finalement exécutés.
Le fait que deux résistants aient été espagnols, en fuite depuis les camps pré-cités, n'est sans doute pas étranger au sort des Allemands. Le militaire français est épargné (après renseignements, il était en relation avec un groupe de résistants de l'Armée secrète). L'exécution engendra une fureur terrible du chef maquisard, qui souhaitait interroger les captifs.
Quelques jours plus tard, le passage de la division SS "B" (du nom de son général, Walter Brehmer), déclenche une série de représailles : interrogatoire ignoble d'un invalide au moulin, incendie d'une partie du village de La Forêt, exécutions sommaires.

## Politique et administration
| Période    | Période   | Identité                 | Étiquette      | Qualité                     |
| ---------- | --------- | ------------------------ | -------------- | --------------------------- |
| avant 1988 | ?         | Paul Jamilloux           | PCF            |                             |
| mars 2001  | mars 2008 | Hubert Besnier           |                |                             |
| mars 2008  | en cours  | Simone Jamilloux-Verdier | Apparentée PCF | Retraitée de l'enseignement |

## Démographie
L'évolution du nombre d'habitants est connue à travers les recensements de la population effectués dans la commune depuis 1793. Pour les communes de moins de 10 000 habitants, une enquête de recensement portant sur toute la population est réalisée tous les cinq ans, les populations de référence des années intermédiaires étant quant à elles estimées par interpolation ou extrapolation. Pour la commune, le premier recensement exhaustif entrant dans le cadre du nouveau dispositif a été réalisé en 2006.

En 2022, la commune comptait 51 habitants, en évolution de −8,93 % par rapport à 2016 (Corrèze : −0,59 %, France hors Mayotte : +2,11 %).
| 1793 | 1800 | 1806 | 1821 | 1831 | 1836 | 1841 | 1846 | 1851 |
| ---- | ---- | ---- | ---- | ---- | ---- | ---- | ---- | ---- |
| 308  | 289  | 305  | 328  | 320  | 312  | 326  | 309  | 385  |

| 1856 | 1861 | 1866 | 1872 | 1876 | 1881 | 1886 | 1891 | 1896 |
| ---- | ---- | ---- | ---- | ---- | ---- | ---- | ---- | ---- |
| 388  | 400  | 409  | 376  | 374  | 632  | 522  | 510  | 509  |

| 1901 | 1906 | 1911 | 1921 | 1926 | 1931 | 1936 | 1946 | 1954 |
| ---- | ---- | ---- | ---- | ---- | ---- | ---- | ---- | ---- |
| 504  | 502  | 503  | 395  | 361  | 312  | 279  | 235  | 208  |

| 1962 | 1968 | 1975 | 1982 | 1990 | 1999 | 2006 | 2011 | 2016 |
| ---- | ---- | ---- | ---- | ---- | ---- | ---- | ---- | ---- |
| 150  | 139  | 98   | 75   | 59   | 41   | 39   | 54   | 56   |

| 2021 | 2022 | - | - | - | - | - | - | - |
| ---- | ---- | - | - | - | - | - | - | - |
| 52   | 51   | - | - | - | - | - | - | - |

Recensement de 1881 manifestement faux : + 40 % en 5 ans (accroissement 8 % annuels, contre 2 % admis). Mais les chiffres des années 1840 à 1870 sont aussi faux. Accroissement modéré et continu jusqu'en 1880 environ (graphique faux également).

## Lieux et monuments
- Église Saint-Christophe, inscrite à l'Inventaire général du patrimoine culturel[25].

## Personnalités liées à la commune
- Chaim Rozen (34 ans), résistant, un des onze juifs arrêtés le 6 avril 1944 à Bugeat par des soldats allemands de la division Brehmer, est torturé puis assassiné au lieu-dit L'Omelette ; il est enterré à L'Église-aux-Bois[26],[27]. Sur sa tombe est inscrit :
« Ici repose Chaim Rozen (Rozent)
fils de Ben-Zion Wagner
appelé Jem dans la région
assassiné par les nazis le 6 avril 1944
parce que juif et résistant. »

## Héraldique
| Blason de L'Église-aux-Bois | Blason  | D'azur à trois bourdons de pèlerins d'or, ordonnés 2 et 1, celui du milieu surmonté d'une étoile d'argent. |
| Blason de L'Église-aux-Bois | Détails | Le statut officiel du blason reste à déterminer.                                                           |